# Ophieleotris
Ophieleotris is een geslacht van straalvinnige vissen uit de familie van slaapgrondels (Eleotridae).